# Kreml, Moskva
 Kreml i Moskva (ryska: Московский Кремль, Moskovskij Kreml, betyder ungefär Moskvas befästning) eller ofta bara Kreml, är ett historiskt område i centrala Moskva. Kring området står Kremlmuren med Kremltornen. Söder om området ligger Moskvafloden, till öst ligger Röda torget och Vasilijkatedralen, till väst ligger Alexanderträdgården. Moskvas Kreml är den mest kända Kreml i Ryssland. Moskvas Kreml är Rysslands maktcentrum. Därifrån styrs dagens Ryssland och även Sovjetunionen styrdes därifrån. Ordet Kreml används ofta som i överförd betydelse som en metonym för den ryska statsledningen.

## Historia

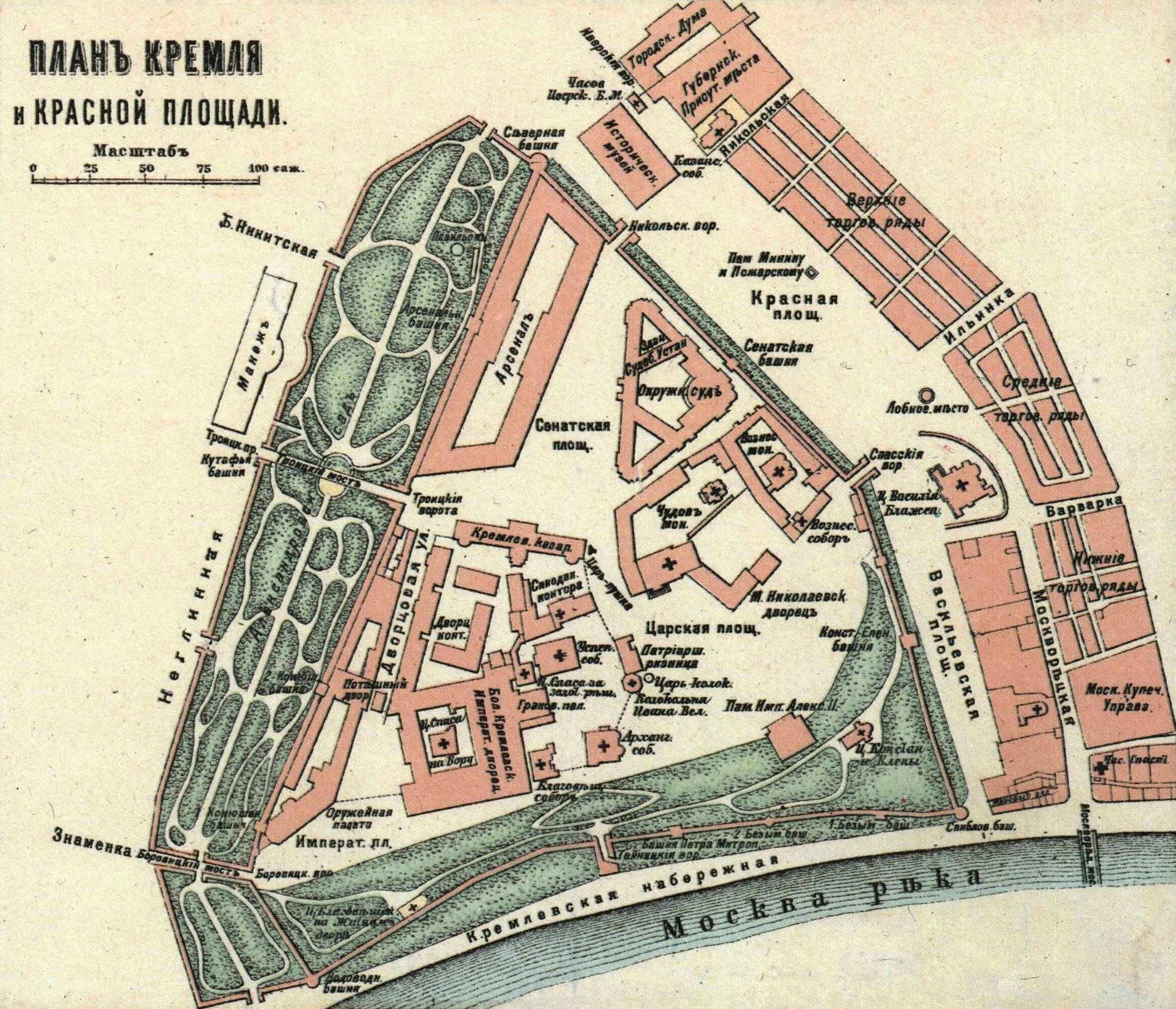
Plan över Moskvas kreml 1917.

Platsen där Moskvas Kreml ligger var bebodd redan på 100-talet f.Kr.; vid den tiden fanns en vjatitjisk befästning på Borovitskijberget där Neglinnajafloden flyter samman med Moskvafloden. Slaverna ockuperade den sydvästra delen så tidigt som på 1000-talet, vilket bekräftas av ett stadssigill från 1090-talet.
Det dåvarande Kreml utökades kraftigt av furst Jurij Dolgorukij 1156. Borgen förstördes av mongolerna 1237, och återuppfördes 1339. De tidigaste kupolerna och tornen i fästningen tillkom troligen under 1300-talet under fursten Ivan Kalita. Fram till 1300-talet var platsen känd som Moskvas gorod (befäst bebyggelse). Benämningen Kreml förekommer inte förrän 1331 och dess etymologi är omdiskuterad. Det mesta av den nuvarande ringmuren och tornen byggdes årtiondena kring 1500 under ledning av inkallade italienska arkitekter, vilket förklarar inflytandet från den västeuropeiska ungrenässansens arkitektur.
Redan under 1600-talet hade Kreml spelat ut sin roll som försvarsanläggning, men var fortfarande av stor kulturell och politisk betydelse. Under två sekler, mellan åren 1712 (då Peter den store gjorde Sankt Petersburg till huvudstad) och 1918 (då centralmakten återvände till Moskva vid Ryska SFSR utropande) var Kremls politiska betydelse betydligt reducerad, men sedan 1918 har området i princip oavbrutet varit säte för den sovjetiska och senare ryska statsledningen. Under sovjetisk tid revs också vissa äldre byggnader, främst kloster, för att ge plats åt nya administrationsbyggnader, bland annat Leninmausoléet och kongresspalatset. Området förblev stängt både för vanliga ryssar och för utländska turister till omkring 1960. Idag är det en av Moskvas främsta turistattraktioner och ett laddat historiskt minnesmärke, och samtidigt landets politiska centrum.

## Byggnader

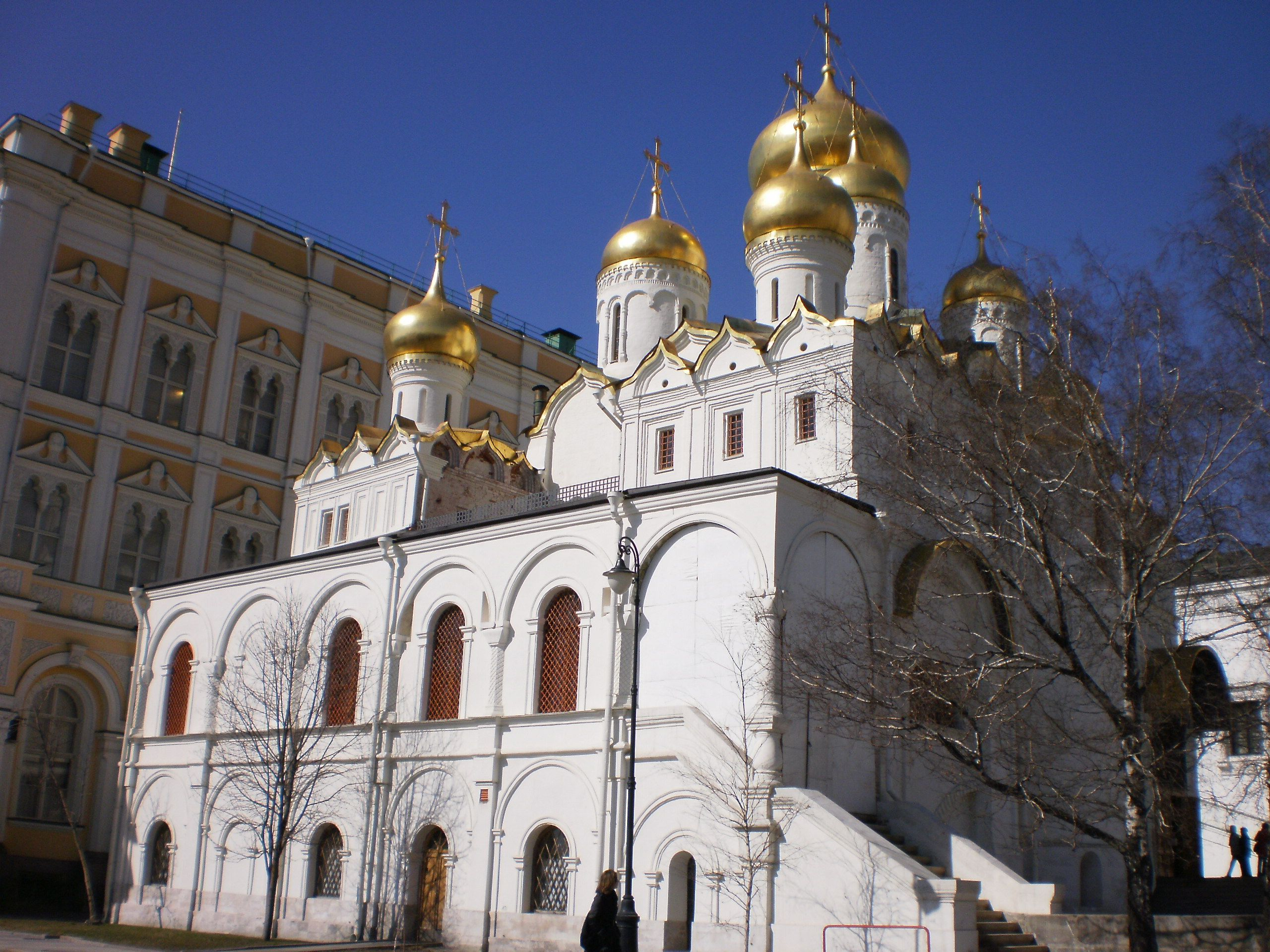
Marie bebådelsekatedralen.

De nuvarande murarna och tornen kring Kreml byggdes av italienska mästare åren 1485 till 1495. Ursprungligen fanns 18 Kremltorn i muren, de utökades till 20 stycken under 1800-talet. Den oregelbundna triangel som innesluts av murarna är 275 000 kvadratmeter stor.
Katedraltorget är hjärtat i Kreml, det omges av sex byggnader varav tre är katedraler. Uspenskijkatedralen stod färdig 1479 som kröningskatedral åt de ryska tsarerna. Marie bebådelsekatedralen byggdes åren 1484-1489 och var tsarernas dop- och vigselkyrka. Vid torgets sydöstra sida finns den mycket större Ärkeängelskatedralen, tsarernas begravningskyrka, som byggdes mellan 1505 och 1508.
De övriga byggnaderna vid torget är De tolv apostlarnas kyrka, Rizopolozjenija-kyrkan  och Fasettpalatset där de forna tsarernas bankettsal finns. Vid torgets nordöstra hörn finns Ivan den stores klocktorn, 81 meter högt. Dess tjugoen klockor skulle ringa om fiender närmade sig. Bredvid tornet står världens största kyrkklocka, Tsarklockan.
I Kreml finns också sevärdheterna Rustkammaren (med kronor, juveler, några av Katarina den Storas praktfulla klänningar och de berömda Fabergéäggen), Tsarkanonen, Terempalatset, Stora Kremlpalatset samt Kongresspalatset och övriga regeringsbyggnader.

## Kremlologi
Moskva Kreml har gett namn åt kremlologi, konsten att utifrån ett tunt underlag gissa sig till vad som pågick i de innersta politiska kretsarna i Sovjetunionens maktcentrum. Ordet, som uppfanns under efterkrigstiden, kommer ifrån att Sovjetunionens maktcentrum fanns i Kreml. En av metoderna var att studera i vilken ordning politikerna stod på Leninmausoleet på de revolutionära märkesdagarna.